# Chromis xanthura
Chromis xanthura är en fiskart som först beskrevs av Bleeker, 1854.  Chromis xanthura ingår i släktet Chromis och familjen Pomacentridae. Inga underarter finns listade i Catalogue of Life.